# Willa przy ul. Struga 81 w Radomiu
Willa przy ul. Struga 81 w Radomiu – zabytkowa willa z 1925, położona w Radomiu przy ul. Struga 81.
Budynek jest wpisany do rejestru zabytków pod numerem 20/A/79 z 18.12.1979. Znajduje się też w gminnej ewidencji zabytków miasta Radomia.